# Ataenius walterhorni
Ataenius walterhorni är en skalbaggsart som beskrevs av Vladimir Balthasar 1938. Ataenius walterhorni ingår i släktet Ataenius och familjen Aphodiidae. Inga underarter finns listade.